# Holt County (Nebraska)
Holt County is een county in de Amerikaanse staat Nebraska.
De county heeft een landoppervlakte van 6.249 km² en telt 11.551 inwoners (volkstelling 2000). De hoofdplaats is O'Neill.

## Bevolkingsontwikkeling

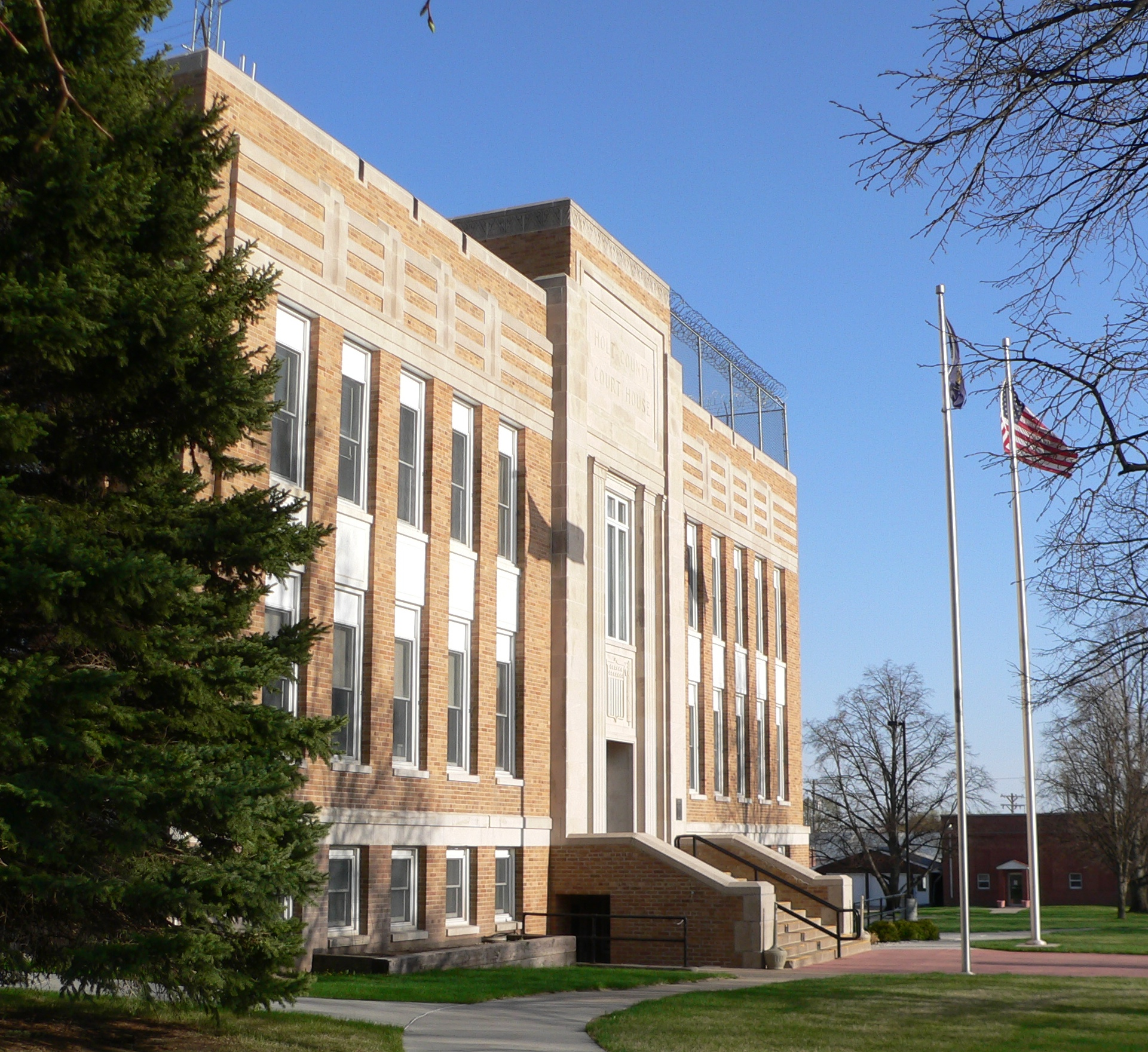
Holt County Courthouse